# Camino del deseo

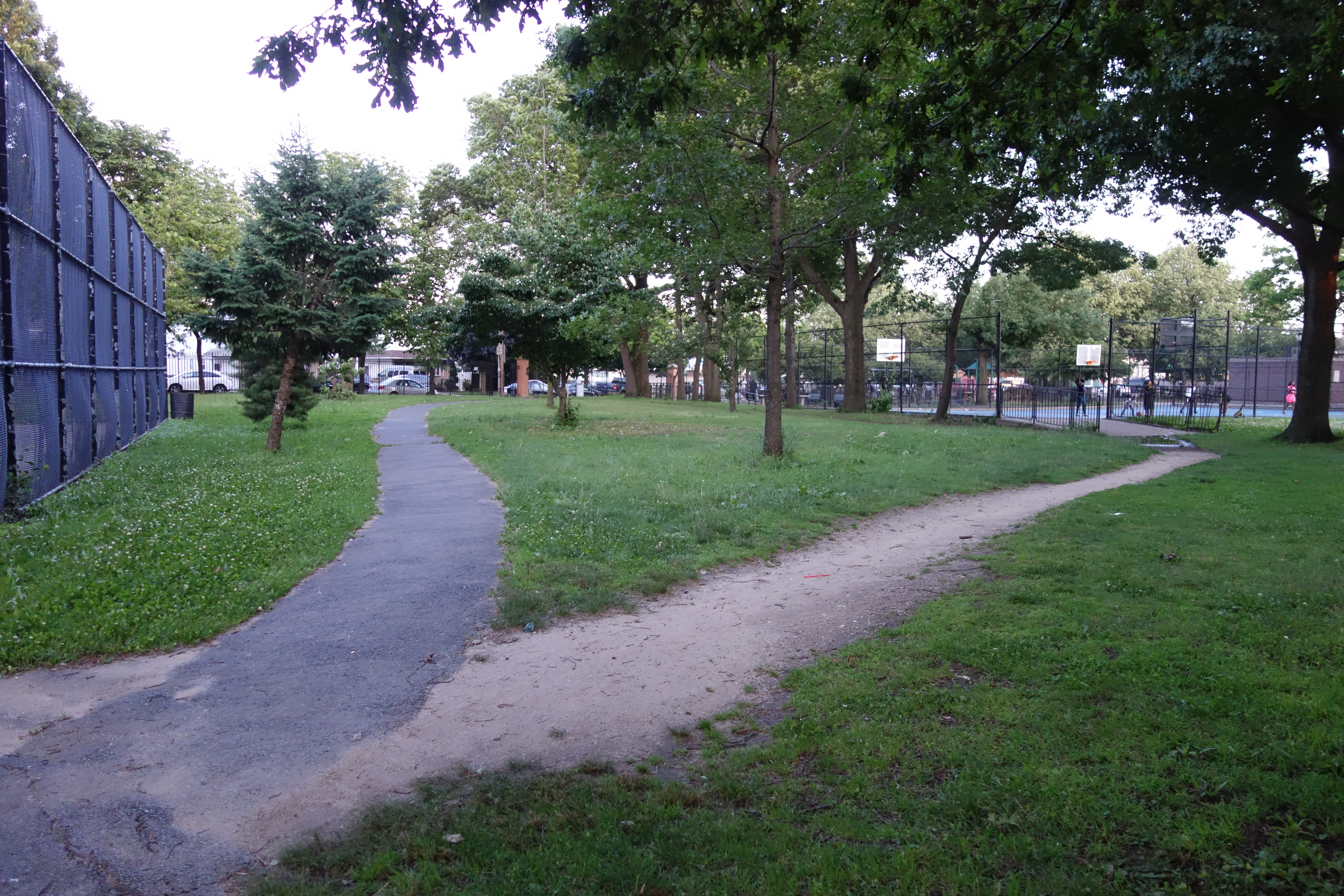
Camino del deseo en un parque que da acceso a una pista deportiva

Los caminos del deseo o senda deseada (conocidos como desire lines o desire paths en inglés) son caminos que suelen aparecer sobre el césped creados por la erosión causada por pasos humanos o de animales. Estos caminos usualmente representan el camino más corto o de más fácil acceso entre un origen y un destino determinados. El ancho de uno de estos caminos representa la cantidad de demanda del mismo. 
Estos caminos aparecen normalmente también como atajos en lugares donde los caminos construidos tienen una ruta menos práctica. Suelen aparecer muy frecuentemente en parques.
Muchas calles de las ciudades antiguas empezaron de esta forma y evolucionaron con las décadas y el paso continuo en las calles modernas de hoy día.